# 王嘉謨 (嘉靖進士)
王嘉謨（1512年—？），字仲陳，號印台，山東青州府安丘縣人，軍籍，明朝政治人物。

## 生平
嘉靖十六年（1537年）丁酉科山東鄉試第三名舉人。嘉靖十七年（1538年）中式戊戌科會試第一百二十八名，登第二甲第九十一名進士。授户部主事，歷升员外郎、郎中，出为湖廣按察司佥事、分巡下湖南道，卒于官，年三十四。

## 家族
曾祖王普；祖父王玘；父王孜，母張氏。具庆下。孫王應楫，萬曆甲辰進士。